# Amedeo Fago
Amedeo Fago (Roma, 12 de juny de 1940) és un guionista, director i escenògraf italià.

## Biografia
Es va graduar en arquitectura a la Universitat de Roma La Sapienza, obtenint les seves primeres experiències en l'entreteniment ja als seus anys de batxillerat i universitat.
A finals dels anys seixanta va començar la seva carrera com a arquitecte i escenògraf, col·laborant al llarg dels anys en més de 40 pel·lícules amb directors importants com Elio Petri (Un racó tranquil al camp i Le buone notizie), Marco Bellocchio (Nel nome del padre, Marcia trionfale, Il gabbiano, Salto nel vuoto, Il sogno della farfalla), Lina Wertmüller (Mimì metallurgico ferito nell'onore, In una notte di chiaro di luna), Carlo Lizzani (Torino nera, Mussolini últim acte), Pierre Kast (L'herbe rouge), Emidio Greco (L'invenzione di Morel, Ehrengard, Una storia semplice), Fabio Carpi (Barbablù, Barbablù, L'amore necessario, Le intermittenze del cuore) i altres.
El 1973 va ser el creador i fundador, a Roma, del centre cultural polivalent Il Politecnico que presideix i dirigeix, en les seves diferents activitats, fins al 1993. El 1976 va debutar en la direcció teatral amb  La mort del doctor Faust de Michel de Ghelderode. L'any 1978 va començar la seva tasca com a dramaturg amb Auto-ritratt-azione i poc després Risotto, un espectacle que ha tingut un èxit internacional extraordinari sent representat, al llarg de més de vint anys, a França, Països Baixos, Espanya, Alemanya, Brasil i Rússia. A Risottoli van seguir Segreteria telefonica Io, patria, famiglia i Polaroid.
Després d'uns quants curtmetratges, el 1985 va debutar com a director cinematogràfic amb La donna del traghetto que va ser seleccionat l'any següent pel 39è Festival Internacional de Cinema de Canes. Del 1987 al 1994, juntament amb l'associació Politecnico cinema, va impulsar una sèrie d'iniciatives de suport al cinema independent italià, entre les quals destaquen La carica dei 28 i successivament Una sala per il cinema italiano.
Posteriorment va dirigir Tra due risvegli el 1992 i Giochi d'equilibrio el 1997. El 2004 va dirigir, amb Lia, Luisa e Morando Morandini, el LauraFilmFestival di Levanto. També és professor del curs de teoria i tècnica del llenguatge cinematogràfic i semiologia audiovisual a la Facultat d'Arquitectura Valle Giulia de la Universitat de Roma.

## Filmografia

### Director
- Il gorilla quadrumano (1974)[3]
- Se ho un leone che mi mangia il cuor (1977)
- De uxore cerdonis (1977)
- La donna del traghetto (1986)
- Potere dromedario (1987)
- La pizza (1990)
- Tra due risvegli (1993)
- Giochi d'equilibrio (1998)
- A Laura (2004)

### Escenògraf
- Top Crack, dirigida per Mario Russo (1967)
- La donna, il sesso e il superuomo, dirigida per Sergio Spina (1967)
- One step up (1967)
- Il dolce corpo di Deborah, dirigida per Romolo Guerrieri (1968)
- Un tranquillo posto di campagna, dirigida per Elio Petri (1968)
- O' Cangaceiro, dirigida per Giovanni Fago (1970)
- Un gioco per Eveline, dirigida per Marcello Avallone (1971)
- Mimì metallurgico ferito nell'onore, dirigida per Lina Wertmüller (1971)
- Nel nome del padre, dirigida per Marco Bellocchio (1971)
- Torino nera, dirigida per Carlo Lizzani (1972)
- Dio, sei proprio un padreterno!, dirigida per Michele Lupo (1973)
- Mussolini ultimo atto, dirigida per Carlo Lizzani (1973)
- Donna è bello (1974)
- Fatevi vivi la polizia non interverrà, dirigida per Giovanni Fago (1974)
- L'invenzione di Morel, dirigida per Emidio Greco (1974)
- Terminal, dirigida per Mario Breccia (1974)
- Movie rush - La febbre del cinema, dirigida per Ottavio Fabbri (1975)
- Marcia trionfale, dirigida per Marco Bellocchio (1975)
- Antonio Gramsci - I giorni del carcere, dirigida per Lino Del Fra (1976)
- Difficile morire (1977)
- Il giorno dei cristalli (1977)
- La vita di Rossini (1978)
- Buone notizie, dirigida per Elio Petri (1979)
- Salto nel vuoto, dirigida per Marco Bellocchio (1979)
- Il prete di Caltagirone (1980)
- Ehrengard (1981)
- Le cadeau, dirigida per Michel Lang (1982)
- L'herbe rouge (1984)
- La luna (1984)
- La messa è finita, dirigida per Nanni Moretti (1985)
- Barbablù barbablù (1987)
- In una notte di chiaro di luna (1989)
- PPorte aperte, dirigida per Gianni Amelio (1989)
- L'amore necessario (1990)
- Una storia semplice (1991)
- Il sogno della farfalla (1993)
- The son of Sandokan (1998)
- Sulla spiaggia di là dal molo (1999)
- Nobel (2000)
- Il lato oscuro, dirigida per Gianpaolo Tescari - minisèrie televisiva (2002)
- Pontormo (2002)
- Le intermittenze del cuore (2003)
- The moon and the stars (2004)

### Actor
- Ritratto di donna distesa - telefilm, dirigida per Fiorella Infascelli (1980)